# 旧制中等教育学校の一覧
旧制中等教育学校の一覧（きゅうせいちゅうとうきょういくがっこうのいちらん）とは、学制改革前（第二次世界大戦前）の旧学制の中等教育学校を各都道府県ごとにまとめたもの。
後身の新制高校への移行の変遷・系譜についても合わせてまとめた。
なお、ナンバースクールについては旧制中等教育学校・新制高校のナンバースクール一覧（東京はナンバースクール (東京都)）を参照のこと。

## 旧制中等学校と新制高等学校（変遷と系譜）
当一覧での公立・私立の区分は現在の学校の区分を基準にしている。
※一覧中の略称例（○○：自治体名、固有名詞／△：数字）
- ○○第△中学校 → ○○△中（第△中学校 → △中、○○中学校 → ○○中）
- ○○第△高等女学校 → ○○第△高女（第△高等女学校 → 第△高女、○○高等女学校 → ○○高女）
- ○○第△商業学校 → ○○△商（第△商業学校 → △商、○○商業学校 → ○○商）
- ○○第△高等学校 → ○○△高（第△高等学校 → △高、○○高等学校 → ○○高）
- ○○第△新制高等学校 → ○○第△新制高（第△新制高等学校 → 第△新制高、○○新制高等学校 → ○○新制高）
- ○○第△女子高等学校 → ○○第△女子高（第△女子高等学校 → 第△女子高、○○女子高等学校 → ○○女子高）
- ○○第△商業高等学校 → ○○第△商業高（第△商業高等学校 → 第△商業高、○○商業高等学校 → ○○商業高）
- ○○実業高等学校 → ○○実業高
- ○○工業高等学校 → ○○工業高

## 北海道地方
- 旧制中等教育学校の一覧 (北海道)

## 東北地方
- 旧制中等教育学校の一覧 (青森県)
- 旧制中等教育学校の一覧 (岩手県)
- 旧制中等教育学校の一覧 (宮城県)
- 旧制中等教育学校の一覧 (秋田県)
- 旧制中等教育学校の一覧 (山形県)
- 旧制中等教育学校の一覧 (福島県)

## 関東地方
- 旧制中等教育学校の一覧 (茨城県)
- 旧制中等教育学校の一覧 (栃木県)
- 旧制中等教育学校の一覧 (群馬県)
- 旧制中等教育学校の一覧 (埼玉県)
- 旧制中等教育学校の一覧 (千葉県)
- 旧制中等教育学校の一覧 (東京都)
- 旧制中等教育学校の一覧 (神奈川県)

## 中部地方
- 旧制中等教育学校の一覧 (新潟県)
- 旧制中等教育学校の一覧 (富山県)
- 旧制中等教育学校の一覧 (石川県)
- 旧制中等教育学校の一覧 (福井県)
- 旧制中等教育学校の一覧 (山梨県)
- 旧制中等教育学校の一覧 (長野県)
- 旧制中等教育学校の一覧 (岐阜県)
- 旧制中等教育学校の一覧 (静岡県)
- 旧制中等教育学校の一覧 (愛知県)

## 近畿地方
- 旧制中等教育学校の一覧 (三重県)
- 旧制中等教育学校の一覧 (滋賀県)
- 旧制中等教育学校の一覧 (京都府)
- 旧制中等教育学校の一覧 (大阪府)
- 旧制中等教育学校の一覧 (兵庫県)
- 旧制中等教育学校の一覧 (奈良県)
- 旧制中等教育学校の一覧 (和歌山県)

## 中国地方
- 旧制中等教育学校の一覧 (鳥取県)
- 旧制中等教育学校の一覧 (島根県)
- 旧制中等教育学校の一覧 (岡山県)
- 旧制中等教育学校の一覧 (広島県)
- 旧制中等教育学校の一覧 (山口県)

## 四国地方
- 旧制中等教育学校の一覧 (徳島県)
- 旧制中等教育学校の一覧 (香川県)
- 旧制中等教育学校の一覧 (愛媛県)
- 旧制中等教育学校の一覧 (高知県)

## 九州地方
- 旧制中等教育学校の一覧 (福岡県)
- 旧制中等教育学校の一覧 (佐賀県)
- 旧制中等教育学校の一覧 (長崎県)
- 旧制中等教育学校の一覧 (熊本県)
- 旧制中等教育学校の一覧 (大分県)
- 旧制中等教育学校の一覧 (宮崎県)
- 旧制中等教育学校の一覧 (鹿児島県)
- 旧制中等教育学校の一覧 (沖縄県)

## 旧外地
- 旧制中等教育学校の一覧 (旧外地)
  - 旧制中等教育学校の一覧 (日本統治時代の台湾)
  - 旧制中等教育学校の一覧 (日本統治時代の朝鮮)

## 学校別一覧
- 旧制中等教育学校・新制高校のナンバースクール一覧
  - ナンバースクール (東京都)
  - ナンバースクール (宮城県)
- 高等女学校一覧
- 旧制中等工業学校
- 農学校 (農林学校、山林学校)
- 商船学校
- 水産学校